# Bothey
Bothey (en wallon Bôtè) est une section de la ville belge de Gembloux située en Wallonie dans la province de Namur.
C'était une commune à part entière avant la fusion des communes de 1977.

## Patrimoine et culture

### Patrimoine architectural
- Eglise Saint-Pierre. Construite par l'abbaye de Gembloux en 1756 en style classique par l'architecte Fazelle[1].
- Ancienne dépendance de l'abbaye de Moustier-sur-Sambre, située au nord de l'église[2], rue de la Ronce.
- Chapelle Saint-Pierre, rue Saint-Pierre. Datant de 1800, abritant une statue de Saint-Pierre en bois datant du début du XVIIIe siècle[3].